# Киселёвка (Пензенская область)
Киселёвка — деревня в Белинском районе Пензенской области России. Входит в состав Козловского сельсовета.

## География
Расположена в 3 км к югу от села Козловка.

## История
Основана 2-й половине 18 в.
Входила в состав Карасаевской волости Чембарского уезда. После революции в составе Пичевского сельсовета Поимского района. Колхоз «Гигант».

## Население
| 2010 |
| ---- |
| 6    |

Деревня является местом компактного расселения мордвы.

## Известные уроженцы, жители
Алексей Петрович Налдеев (14 мая 1917—1987) — советский писатель, литературовед, директор Сценарной студии Министерства культуры СССР (1952—1954).

## Инфраструктура
Личное подсобное хозяйство с зоной сельскохозяйственного использования, индивидуальная застройка усадебного типа.

## Транспорт
Деревня доступна автотранспортом по проселочной дороге от автодороги 58Н-26.